# Waiting to Happen
Albums de Perturbazione
36
(1998)
Waiting to Happen est le premier album du groupe piémontais Perturbazione, sorti en 1998.

## Liste des titres
| No  | Titre                                                     | Durée |
| --- | --------------------------------------------------------- | ----- |
| 1.  | See the Sky Above                                         | 3:04  |
| 2.  | I Am F                                                    | 4:29  |
| 3.  | Where Were You When You Were Tearing Ourselves in Pieces? | 4:50  |
| 4.  | Why Lo-Fi Sucks in '98                                    | 2:45  |
| 5.  | Tralala                                                   | 3:23  |
| 6.  | Happy New Age                                             | 2:54  |
| 7.  | Cuki                                                      | 5:46  |
| 8.  | Another Huge Mistake                                      | 6:38  |
| 9.  | Magik Mulatto                                             | 2:13  |
| 10. | Passed Away                                               | 4:54  |
| 11. | Caspiriña                                                 | 1:15  |
| 12. | Violet                                                    | 7:22  |
| 13. | Anywhere                                                  | 4:13  |